# Warszawskie Zeszyty Ukrainoznawcze
Warszawskie Zeszyty Ukrainoznawcze (ukr. Варшавські українознавчі записки) – rocznik naukowy ukazujący się w Warszawie od 1989 roku.
Wydawcą jest Katedra Ukrainistyki Uniwersytetu Warszawskiego. Problematyka periodyku koncentruje się na dziejach stosunków polsko-ukraińskich. Redaktorem naczelnym był Stefan Kozak.